# Phiomia
Il fiomia (Phiomia serridens) è una specie estinta di proboscidato vissuta durante l'inizio dell'Oligocene (circa 30 milioni di anni fa) nell'attuale Africa settentrionale.

## Descrizione
Questo animale misurava circa 2,5 metri al garrese e somigliava vagamente ad un attuale elefante. Possedeva corte zanne sulla mascella, oltre che altre due zanne a forma di cucchiaio sulla mandibola; queste ultime avevano forma e probabilmente funzione analoghe a quelle di Amebelodon e Platybelodon del Miocene, ma di dimensioni inferiori. Guardando le foto di Phiomia, non saresti mai giunto alla conclusione che fosse in alcun modo correlato agli elefanti. Aveva una proboscide corta, zanne simili a pala e somigliava più a un maiale con il muso allungato che a un elefante. Tuttavia, quello sarebbe stato un maiale molto grande perché Phiomia era di circa 8,2 piedi alle spalle. Il che significa che era più alto di 2 piedi rispetto al maschio umano medio. Era anche lungo circa 9 piedi e probabilmente pesava più di 5 tonnellate. Rendendolo solo un po' più piccolo di un elefante moderno.
Uno dei fatti più interessanti su Phiomia è che gli scienziati una volta credevano che gli animali con una struttura dentaria inferiore come quella posseduta da Phioma usassero le sue zanne per scavare piante e radici. Tuttavia, i paleontologi moderni ora credono che questi animali usassero le loro zanne inferiori per strappare la corteccia dagli alberi.